# Iranattus rectangularis
Iranattus rectangularis este un gen de păianjeni din familia Salticidae. A fost găsit în Iran.